# نیروی حجمی
به نیروهایی گفته می‌شود که می‌توانند بدون تماس عمل نمایند. به عبارت دیگر نیرویی که به تک تک ذرات یک حجم وارد می‌شود و به یک میزان. در واقع تمامی نیروهای موجود در طبیعت در این دسته قرار می‌گیرند. . این نیروها شامل نیروی هسته‌ای ضعیف و قوی، نیروی الکترومغناطیس و گرانش می‌شود.